# Nikolaj Lie Kaas
Nikolaj Lie Kaas, född 22 maj 1973 i Rødovre, är en dansk skådespelare. Han är son till skådespelaren och komikern Preben Kaas.

## Filmografi i urval
- 1991 – Rebellerna från S:t Petri
- 1998 – Idioterna
- 1999 – I Kina käkar dom hundar
- 2000 – Blinkande lyktor
- 2001 – En riktig människa
- 2002 – Älskar dig för evigt
- 2002 – Gamla män i nya bilar
- 2003 – De gröna slaktarna
- 2004 – Bröder
- 2005 – Adams äpplen – Holger
- 2005 – Solkongen – Tommy
- 2005 – Mørke – Jacob
- 2005 – Allegro – Alex
- 2006 – Sprængfarlig bombe – Claus Volter
- 2006 – PU-239 – Tusk
- 2007 – Kærlighed på film – Sebastian
- 2008 – Kandidaten – Jonas Bechmann
- 2009 – Änglar och demoner – Mr. Gray
- 2009 – Ved Verdens Ende – Adrian Gabrielsen
- 2010 – Parterapi – Anders
- 2010 – Varg Veum – Skriften på väggen – Kniven
- 2010 – The Wistleblower – Jan Van Der Velde
- 2011 – Dirch – Dirch Passer
- 2011 – Beast
- 2012 – Sover Dolly på ryggen?
- 2012 – Brottet III (TV-serie) – Mathias Borch
- 2013 – Skytten
- 2013 – Kvinnan i rummet
- 2014 – Fasanjägarna
- 2016 – Follow the Money (TV-serie)
- 2016 – Flaskpost från P
- 2018 – Journal 64
- 2018 – Brittania (TV-serie)
- 2024 – En familj som vår (TV-serie)
- 2025 – Den siste vikingen